# La Cartoucherie
La Cartoucherie je bývalá továrna na výrobu zbraní a střelného prachu, která se nachází v Bois de Vincennes ve 12. pařížském obvodu. V roce 1970 zde režisérka Ariane Mnouchkine umístila divadelní soubor Théâtre du Soleil, který založila s Philippem Léotardem v roce 1964.

## Dějiny
Továrna byla postavena v roce 1874 a nahradila dílnu na střelný prach v Saint-Mandé, kterou v roce 1871 zničila exploze. Výroba zde ustala na konci 40. let po dohodě podepsané v roce 1947 mezi ministerstvem ozbrojených sil a městem Paříž, která rozhodla o demilitarizaci Vincenneského lesa. Tovární budovy byly v roce 1970 přeměněny na divadlo.

## Divadla v Cartoucherie
- Théâtre de l'Aquarium
- Théâtre de la Tempête
- Théâtre de l'Épée de Bois
- Théâtre du Soleil
- Théâtre du Chaudron